# Michel Laporte
Pour les articles homonymes, voir Laporte.
Michel Laporte, né le 12 février 1955 à Montréal, est un avocat et homme politique, député libéral de Sainte-Marie à l'Assemblée nationale du Québec des élections générales de 1985 aux élections générales de 1989, durant lesquelles il est défait par le péquiste André Boulerice.

## Biographie

### Jeunesse et carrière avant la politique
Michel Laporte naît le 12 février 1955 à Montréal de l'agent de probation Roger Laporte et de la fourreuse Aline Lafleur. Il effectue ses études secondaires à l'école secondaire Jean-Baptiste-Meilleur à Repentigny, puis est étudiant du Cégep du Vieux Montréal. Il termine ses études à l'Université du Québec à Montréal, d'où il sort diplômé en 1980 d'une licence de droit. Il est admis au barreau la même année. À partir de 1973, il est aussi aide-animateur dans le quartier d'Hochelaga. De 1983 à 1985, il exerce le droit au Centre d'information communautaire et de dépannage de Sainte-Marie, et d'octobre 1983 à juillet 1984, il dirige un groupe de rédaction d'un livre sur l'accès à la propriété. D'ailleurs, en 1984 et 1985, Laporte est coordinateur d'un projet sur les droits et obligations des propriétaires et locataires.

### Carrière politique
Michel Laporte est élu pour la première fois à l'Assemblée nationale du Québec le 2 décembre 1985, dans la circonscription de Sainte-Marie, sous la bannière du Parti libéral. Il est défait dans la nouvelle circonscription de Sainte-Marie–Saint-Jacques aux élections de 1989 face à André Boulerice.

### Après la vie politique
De juillet 1990 à novembre 1992, après avoir quitté la politique, Michel Laporte est secrétaire général associé au Secrétariat à la jeunesse, puis est secrétaire adjoint aux affaires régionales pour la région de Montréal de novembre 1992 à avril 1995, avant d'être, de 1995 à 2006, commissaire dans la Commission d'accès à l'information,. Par décret du 26 avril 2006, il est nommé avocat au Tribunal administratif du Québec et est affecté à la section des Affaires sociales.

## Résultats électoraux
|                                                                                               | Nom                      | Parti                        | Nombre de voix | %      | Maj.  |
| --------------------------------------------------------------------------------------------- | ------------------------ | ---------------------------- | -------------- | ------ | ----- |
|                                                                                               | André Boulerice          | Parti québécois              | 15 489         | 55,3 % | 5 450 |
|                                                                                               | Michel Laporte           | Libéral                      | 10 039         | 35,8 % | -     |
|                                                                                               | Jean Ouimet              | Vert                         | 1 488          | 5,3 %  | -     |
|                                                                                               | Denis Plante             | NPD Québec                   | 332            | 1,2 %  | -     |
|                                                                                               | Gérard Lachance          | Travailleurs                 | 189            | 0,7 %  | -     |
|                                                                                               | Gilles Rhéaume           | Parti indépendantiste (1985) | 148            | 0,5 %  | -     |
|                                                                                               | Michel Georges Abdelahad | Indépendant                  | 109            | 0,4 %  | -     |
|                                                                                               | Marianne Roy             | Communiste                   | 82             | 0,3 %  | -     |
|                                                                                               | Pierre Chénier           | Marxiste-léniniste           | 81             | 0,3 %  | -     |
|                                                                                               | Claire Pouliot           | République du Canada         | 57             | 0,2 %  | -     |
| Total                                                                                         | Total                    | Total                        | 28 014         | 100 %  |       |
| Le taux de participation lors de l'élection était de 70,5 % et 561 bulletins ont été rejetés. |                          |                              |                |        |       |

|                                                                                               | Nom                   | Parti                        | Nombre de voix | %      | Maj. |
| --------------------------------------------------------------------------------------------- | --------------------- | ---------------------------- | -------------- | ------ | ---- |
|                                                                                               | Michel Laporte        | Libéral                      | 8 855          | 47 %   | 455  |
|                                                                                               | Yves Dufour           | Parti québécois              | 8 400          | 44,6 % | -    |
|                                                                                               | Louise Boucher        | NPD Québec                   | 711            | 3,8 %  | -    |
|                                                                                               | Pierre Desrochers     | Union nationale              | 213            | 1,1 %  | -    |
|                                                                                               | Christian Dupuy       | Parti indépendantiste (1985) | 212            | 1,1 %  | -    |
|                                                                                               | Anne Farrell          | Parti humain                 | 169            | 0,9 %  | -    |
|                                                                                               | Bertrand Des Aulniers | Mouvement socialiste         | 88             | 0,5 %  | -    |
|                                                                                               | Luc Proulx            | Sans désignation             | 74             | 0,4 %  | -    |
|                                                                                               | Daniel Côté           | Commonwealth du Canada       | 68             | 0,4 %  | -    |
|                                                                                               | Serge Belzile         | Socialisme chrétien          | 39             | 0,2 %  | -    |
| Total                                                                                         | Total                 | Total                        | 18 829         | 100 %  |      |
| Le taux de participation lors de l'élection était de 67,1 % et 444 bulletins ont été rejetés. |                       |                              |                |        |      |

### Médiagraphie
: document utilisé comme source pour la rédaction de cet article.
- « Les résultats électoraux depuis 1867, Saguenay à Saint-Jacques », sur Assemblée nationale du Québec, 2024 (consulté le 26 mars 2024).